# 6175 Cori
A 6175 Cori (ideiglenes jelöléssel 1983 XW) a Naprendszer kisbolygóövében található aszteroida. Antonín Mrkos fedezte fel 1983. december 4-én.